# Seiji Ono
Seiji Ono, (född den 18 juni 1956) var en japansk före detta bordtennisspelare och världsmästare i singel. Han var även asiatisk mästare  i mixed dubbel.
Onos största merit är singeltiteln i VM 1979 då han vann över Guo Yuehua i finalen. För Yuehua innebar detta andra raka finalförlusten, därefter vann han två raka finaler. 
Ono spelade sitt första VM 1979 och 1987 - 9 år senare sitt 5:e och sista. Under sin karriär tog han 4 medaljer i bordtennis-VM, 1 guld och 3 brons.

## Meriter
- Bordtennis VM
  - 1979 i Pyongyang
    - 1:a plats singel
    - 3:e plats med det japanska laget

  - 1981 i Novi Sad
    - 3:e plats med det japanska laget

  - 1983 i Tokyo
    - 3:e plats dubbel
    - 5:e plats med det japanska laget

  - 1985 i Göteborg
    - 4:e plats med det japanska laget

  - 1987 i New Delhi
    - kvartsfinal dubbel
    - 6:e plats med det japanska laget

- Asiatiska mästerskapen TTFA/ATTU
  - 1978 i Kuala Lumpur
    - 3:e plats dubbel
    - 1:a plats mixed dubbel

  - 1986 i Shenzhen
    - 3:e plats dubbel

  - 1988 i Niigata
    - kvartsfinal dubbel

- Asian Games
  - 1982 i Teheran
    - 3:e plats singel
    - 1:a plats dubbel
    - 2:a plats med det japanska laget